# Isekai Quartet
Isekai Quartet (異世界かるてっと Isekai Karutetto?) es una serie anime crossover de estilo chibi entre las novelas ligeras KonoSuba!, Overlord, Re:Zero y Yōjo Senki, los cuales son publicados por Kadokawa Corporation. 
Concluida la emisión de su primera temporada, la serie confirmó una segunda temporada en el final de su duodécimo episodio. La segunda temporada se emitió del 14 de enero al 31 de marzo de 2020, se agregó algunos personajes de Tate no Yūsha no Nariagari.
Concluida la emisión de su segunda  temporada, la serie confirmó una tercera temporada en el final de su duodécimo episodio, con un breve cameo de Ristarte y Seiya. Una película de anime titulada Isekai Quartet The Movie -Another World- se estrenó en junio de 2022.
Se ha anunciado una tercera temporada que añade a los personajes de Kage no Jitsuryokusha ni Naritakute!.

## Argumento
Un día, de repente, aparece un botón mágico. Los protagonistas de KonoSuba!, Overlord, Re:Zero kara Hajimeru Isekai Seikatsu y Yōjo Senki, todos presionan el botón y se mueven a un mundo paralelo, otro isekai completamente nuevo, donde comienzan una historia nueva sobre la vida en una escuela secundaria.

## Personajes
| Series                                         | Personaje                              | Seiyū               |
| ---------------------------------------------- | -------------------------------------- | ------------------- |
| KonoSuba!                                      | Kazuma Sato                            | Jun Fukushima       |
| KonoSuba!                                      | Aqua                                   | Sora Amamiya        |
| KonoSuba!                                      | Megumin                                | Rie Takahashi       |
| KonoSuba!                                      | Lalatina Dustiness Ford (Darkness)     | Ai Kayano           |
| KonoSuba!                                      | Chris                                  | Ayaka Suwa          |
| KonoSuba!                                      | Vanir                                  | Masakazu Nishida    |
| KonoSuba!                                      | Yunyun                                 | Aki Toyosaki        |
| KonoSuba!                                      | Chomusuke                              | Hitomi Nabatame     |
| KonoSuba!                                      | Wiz                                    | Yui Horie           |
| KonoSuba!                                      | Ruffian                                | Tetsu Inada         |
| Overlord                                       | Ainz Ooal Gown                         | Satoshi Hino        |
| Overlord                                       | Albedo                                 | Yumi Hara           |
| Overlord                                       | Shalltear Bloodfallen                  | Sumire Uesaka       |
| Overlord                                       | Aura Bella Fiora                       | Emiri Katō          |
| Overlord                                       | Mare Bello Fiore                       | Yumi Uchiyama       |
| Overlord                                       | Demiurge                               | Masayuki Katō       |
| Overlord                                       | Cocytus                                | Kenta Miyake        |
| Overlord                                       | Hamsuke                                | Akeno Watanabe      |
| Overlord                                       | Yuri Alpha                             | Hiromi Igarashi     |
| Overlord                                       | Lupusregina Beta                       | Mikako Komatsu      |
| Overlord                                       | Narberal Gamma                         | Manami Numakura     |
| Overlord                                       | CZ2128 Delta                           | Asami Seto          |
| Overlord                                       | Solution Epsilon                       | Ayane Sakura        |
| Overlord                                       | Entoma Vasilissa Zeta                  | Kei Shindō          |
| Overlord                                       | Pandora's Actor                        | Mamoru Miyano       |
| Overlord                                       | Sebas Tian                             | Shigeru Chiba       |
| Overlord                                       | Kyouhukou                              | Hiroshi Kamiya      |
| Re:Zero kara Hajimeru Isekai Seikatsu          | Subaru Natsuki                         | Yūsuke Kobayashii   |
| Re:Zero kara Hajimeru Isekai Seikatsu          | Emilia                                 | Rie Takahashi       |
| Re:Zero kara Hajimeru Isekai Seikatsu          | Puck                                   | Yumi Uchiyama       |
| Re:Zero kara Hajimeru Isekai Seikatsu          | Rem                                    | Inori Minase        |
| Re:Zero kara Hajimeru Isekai Seikatsu          | Ram                                    | Rie Murakawa        |
| Re:Zero kara Hajimeru Isekai Seikatsu          | Beatrice                               | Satomi Arai         |
| Re:Zero kara Hajimeru Isekai Seikatsu          | Roswaal L. Mathers                     | Takehito Koyasu     |
| Re:Zero kara Hajimeru Isekai Seikatsu          | Felt                                   | Chinatsu Akasaki    |
| Re:Zero kara Hajimeru Isekai Seikatsu          | Reinhard van Astrea                    | Yuichi Nakamura     |
| Re:Zero kara Hajimeru Isekai Seikatsu          | Julius Juukulius                       | Takuya Eguchi       |
| Re:Zero kara Hajimeru Isekai Seikatsu          | Wilhelm van Astrea                     | Kenyu Horiuchi      |
| Re:Zero kara Hajimeru Isekai Seikatsu          | Petelgeuse Romanee-Conti               | Yoshitsugu Matsuoka |
| Re:Zero kara Hajimeru Isekai Seikatsu          | Alec Hoshin                            | Toshiyuki Morikawa  |
| Re:Zero kara Hajimeru Isekai Seikatsu          | Garfiel Tinzel                         | Nobuhiko Okamoto    |
| Re:Zero kara Hajimeru Isekai Seikatsu          | Otto Suwen                             | Kōhei Amasaki       |
| Yōjo Senki                                     | Tanya von Degurechaff                  | Aoi Yūki            |
| Yōjo Senki                                     | Viktoriya Ivanovna Serebryakov (Visha) | Saori Hayami        |
| Yōjo Senki                                     | Matheus Johann Weiss                   | Daiki Hamano        |
| Yōjo Senki                                     | Vooren Grantz                          | Yūsuke Kobayashi    |
| Yōjo Senki                                     | Wilibald Koenig                        | Jun Kasama          |
| Yōjo Senki                                     | Rhiner Neumann                         | Daichi Hayashi      |
| Yōjo Senki                                     | Erich von Lergen                       | Shinichiro Miki     |
| Yōjo Senki                                     | Kurt von Rudersdorf                    | Tesshō Genda        |
| Yōjo Senki                                     | Hans von Zettour                       | Hōchū Ōtsuka        |
| Yōjo Senki                                     | Adelheid von Schugel                   | Nobuo Tobita        |
| Tate no Yūsha no Nariagari                     | Naofumi Iwatani                        | Kaito Ishikawa      |
| Tate no Yūsha no Nariagari                     | Raphtalia                              | Asami Seto          |
| Tate no Yūsha no Nariagari                     | Filo                                   | Rina Hidaka         |
| Tate no Yūsha no Nariagari                     | Motoyasu Kitamura                      | Makoto Takahashi    |
| Kono Yūsha ga Ore TUEEE Kuse ni Shinchō Sugiru | Seiya Ryuuguuin                        | Yūichirō Umehara    |
| Kono Yūsha ga Ore TUEEE Kuse ni Shinchō Sugiru | Ristarte                               | Aki Toyosaki        |
| Kage no Jitsuryokusha ni Naritakute!           | Cid Kagenou (Shadow)                   | Seiichiro Yamashita |
| Personajes originales                          | Pantagruel                             | Minami Tanaka       |
| Personajes originales                          | Vera Mitrohina                         | Nana Mizuki         |

## Producción y lanzamiento
La serie está escrita y dirigida por Minoru Ashina, con diseños de personajes de Minoru Takehara, quien también se desempeña como director de animación. La serie está animada por Studio Puyukai. La primera temporada se emitió desde el 9 de abril al 25 de junio de 2019. La serie se había anunciado a tener 12 episodios. Funimation ha licenciado la serie para Estados  Unidos y la transmitió tanto en japonés como en inglés. El 23 de abril de 2019, también se agregó a la biblioteca de transmisión de Crunchyroll. Tras la adquisición de Crunchyroll por parte de Sony, la serie se trasladó a Crunchyroll obteniendo la licencia de la serie fuera de Asia. Satoshi Hino, Jun Fukushima, Yūsuke Kobayashi y Aoi Yūki interpretan el tema de apertura: Isekai Quartet (異世界かるてっと Isekai Karutetto?), mientras que Yumi Hara, Sora Amamiya, Rie Takahashi y Aoi Yūki realizan el tema de cierre: Isekai Girls Talk (異世界ガールズ♡トーク Isekai Gāruzu Toku?)
Una segunda temporada de la serie de anime se anunció al final del episodio 12 de la primera temporada.
Satoshi Hino, Jun Fukushima, Yūsuke Kobayashi y Aoi Yūki también interpretan el tema de apertura de la segunda temporada: Isekai Showtime (異世界ショータイム Isekai Shōtaimu?), mientras que Sumire Uesaka, Rie Takahashi, Inori Minase y Saori Hayami interpretan el tema de cierre: Ponkotsu! Isekai Theater (ポンコツ！異世界シアター Ponkotsu! Isekai Shiatā?)
Una tercera temporada de la serie de anime fue anunciada el 13 de junio de 2025.

## Lista de episodios

### Temporada 1
| Núm. | Título                                                                            | Fecha               |
| ---- | --------------------------------------------------------------------------------- | ------------------- |
| 1    | «¡Reunanse! Cuarteto» «Shūketsu! Karutetto» (集結！かるてっと)                    | 9 de abril de 2019  |
| 2    | «¡Tensión! Introducciones» «Kinpaku! Jiko Shōkai» (緊迫！じこしょうかい)          | 16 de abril de 2019 |
| 3    | «¡Punto muerto! Compañeros de clase» «Kōchaku! Kurasumeito» (膠着！くらすめいと)  | 23 de abril de 2019 |
| 4    | «¡Encuentro! Compañeros de clase» «Kaikō! Kurasumeito» (邂逅！くらすめいと)       | 30 de abril de 2019 |
| 5    | «¡Explosión! Concurso de talentos» «Sakuretsu! Konshinkai» (炸裂！こんしんかい)   | 7 de mayo de 2019   |
| 6    | «¡Decisión! Delegado» «Kettei! Iīnkai» (決定！いいんかい)                         | 14 de mayo de 2019  |
| 7    | «¡Llévalo a cabo! Delegada» «Suikō! Iīnkai» (遂行！いいんかい)                    | 21 de mayo de 2019  |
| 8    | «¡Preparar! Viaje de estudios» «Junbi! Rinkai gakkō» (準備！りんかいがっこう)     | 28 de mayo de 2019  |
| 9    | «¡Disfrutar! Viaje de estudios» «Mankitsu! Rinkai gakkō» (満喫！りんかいがっこう) | 4 de junio de 2019  |
| 10   | «¡Participar! Rivales» «Sansen! Rai barutachi» (参戦！らいばるたち)               | 11 de junio de 2019 |
| 11   | «¡Trabajar juntos! Día de campo» «Kyōryoku! Taīkusai» (協力！たいいくさい)        | 18 de junio de 2019 |
| 12   | «¡Juntarse! Cuarteto» «Danketsu! Karutetto» (団結！かるてっと)                    | 25 de junio de 2019 |

### Temporada 2
| Núm. | Título                                                                                  | Fecha                 |
| ---- | --------------------------------------------------------------------------------------- | --------------------- |
| 1    | «¡Únete a la lucha! Estudiante transferido» «Sansen! Ten Kōsei» (参戦！てんこうせい)    | 14 de enero de 2020   |
| 2    | «¡Infiltrate! Oficina del director» «Sennyū! Kō chōshitsu» (潜入！こうちょうしつ)       | 21 de enero de 2020   |
| 3    | «¡Uh-Oh! Detención» «Hansei! Shi-dōshitsu» (反省！しどうしつ)                           | 28 de enero de 2020   |
| 4    | «¡Aprietos! Prueba de aprendizaje» «Kyūchi! Gakuryoku tesuto» (窮地！ がくりょくてすと) | 4 de febrero de 2020  |
| 5    | «¡Trabaja duro! Día de San Valentín» «Kinben! Barentaindē» (勤勉！ばれんたいんでー)     | 11 de febrero de 2020 |
| 6    | «¡Colisión! Quemados» «Gekitotsu! Dojjiboru» (激突！どっじぼーる)                       | 18 de febrero de 2020 |
| 7    | «¡Emoción! Día de exámenes físicos» «Kōfun! Shintaisoku tei» (興奮！しんたいそくてい)   | 25 de febrero de 2020 |
| 8    | «¡Desafío! Trabajo a medio tiempo» «Chōsen! Arubaito» (挑戦！あるばいと)                | 3 de marzo de 2020    |
| 9    | «¡Investigue! Primer recado» «Chōsa! Hajimete no otsukai» (調査！はじめてのおつかい)    | 10 de marzo de 2020   |
| 10   | «¡Levántate! Festival escolar» «Kekki! Gakuensai» (決起！がくえんさい)                  | 17 de marzo de 2020   |
| 11   | «¡Comienza! Festival escolar» «Kaimaku! Gakuensai» (開幕！がくえんさい)                 | 24 de marzo de 2020   |
| 12   | «¡Comienza el espectáculo! Hora del show» «Kaien! Shotaimu» (開演！しょーたいむ)        | 31 de marzo de 2020   |

## Recepción
La primera temporada tuvo un gran recibimiento por parte de los fanaticos, reflejada en las valoraciones de diversas plataformas, entre ellas Crunchyroll con un 4,6 o Animeflv con un 4,7. En MyAnimeList, mantiene una puntuación de 7,42 adquirida a partir de los votos de 107.139 usuarios. Por otra parte, en IMDb, tiene un 7.00 de rating. La segunda temporada, por su parte, a pesar de no alcanzar el mismo impacto que su predecesora, gozó de gran popularidad y seguimiento, adquiriendo valoraciones similares tales como un 7,37 en MyAnimeList o un 4,8 en Animeflv. 